# Битва на річці Вихрі
Битва на річці Вихрі (Мстиславська битва, Битва під Мстиславлем (1386)) — битва між литовсько-руськими військами під керівництвом Скиргайла та Вітовта та смоленською дружиною під керівництвом великого князя Святослава Івановича, яка відбулась 29 квітня 1386 року на річці Вихор біля Мстиславля у Білорусі.

## Передумови
Після укладання Кревської унії великим князем литовським, Ягайлом, згідною якої він став королем польським та змусив низку литовських князів присягнути на вірність Польщі у середовищі верхівки Великого князівства виникла опозиція цій політиці, яку очолив полоцький князь Андрій Ольгердович. Підтримуючи його виступ проти брата, Святослав Іванович виступив у похід на Велике князівство Литовське, прагнучи, перш за все, повернути собі втрачене раніше Мстиславське князівство.
Протягом кількох тижнів він спустошував Мстиславську волость, і 18 квітня 1386 року обложив Мстиславль. Незважаючи на штурми, підкопи та тарани, облога успіху не мала

## Хід битви
29 квітня до міста підійшли війська Великого князівства на чолі з Скиргайлом та Вітовтом. Святослав зауважив їхнє наближення здалека по стягам з Погонею, підготувався до бою і перший пішов в атаку. На берегах ріки Віхра почалась кровопролитна битва. У січі князь Святослав був смертельно поранений списом та загинув, а смоленські воїни кинулись втікати.
Литовські князі гнались за своїми ворогами аж до самого Смоленська. Там вони взяли від смолян викуп та посадили на престол князя Юрія Святославича, молодшого сина вбитого у битві Святослава Івановича.

## Наслідки
Внаслідок поразки під Мстиславлем Смоленське князівство остаточно втратило самостійність та стало залежним від Великого князівства Литовського. Через 20 років Вітовт приєднав його до Литовсько-руської держави, перетворивши на звичайну область на чолі з намісником.